# Herrenhaus Laasow

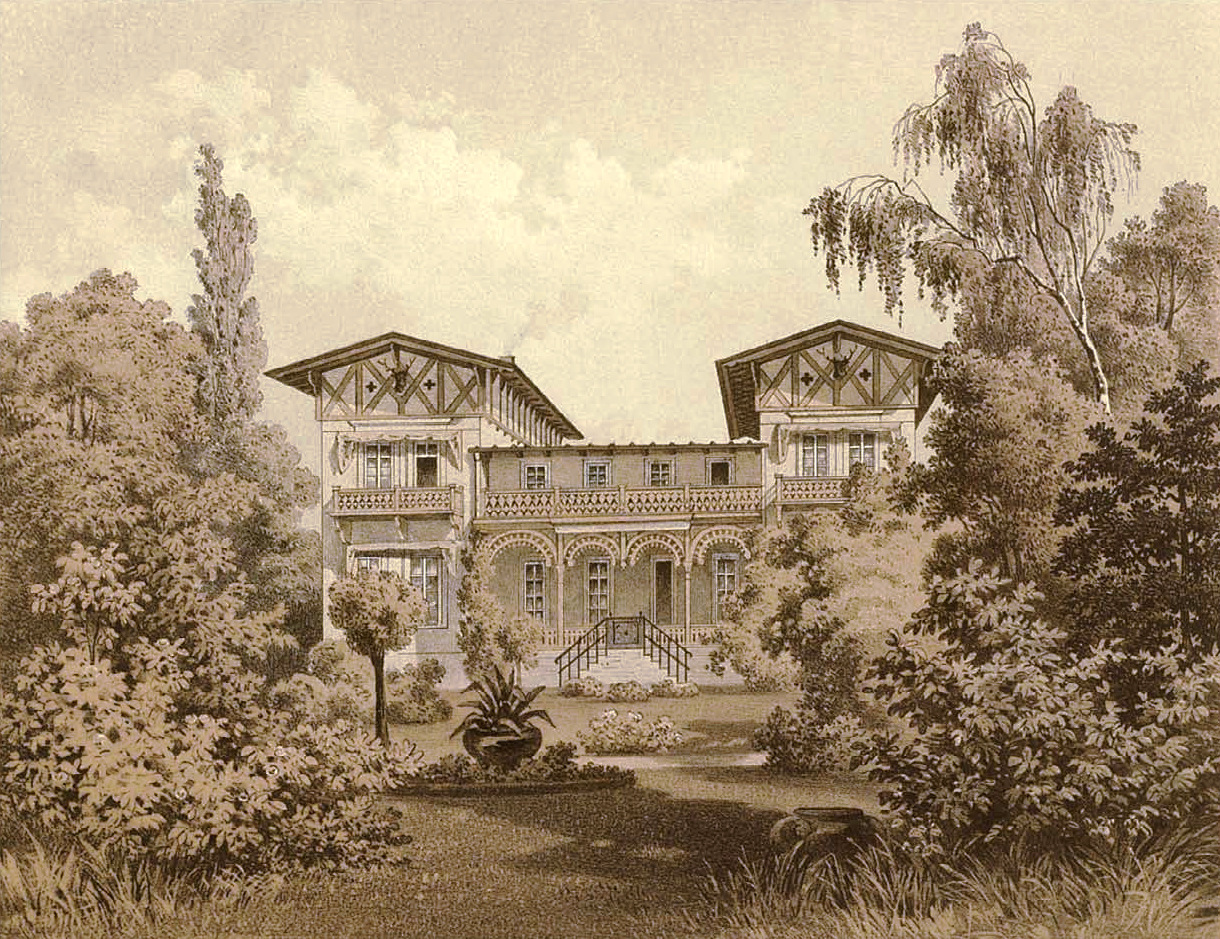
Herrenhaus Laasow um 1875/79, Gemälde aus der Sammlung Alexander Duncker

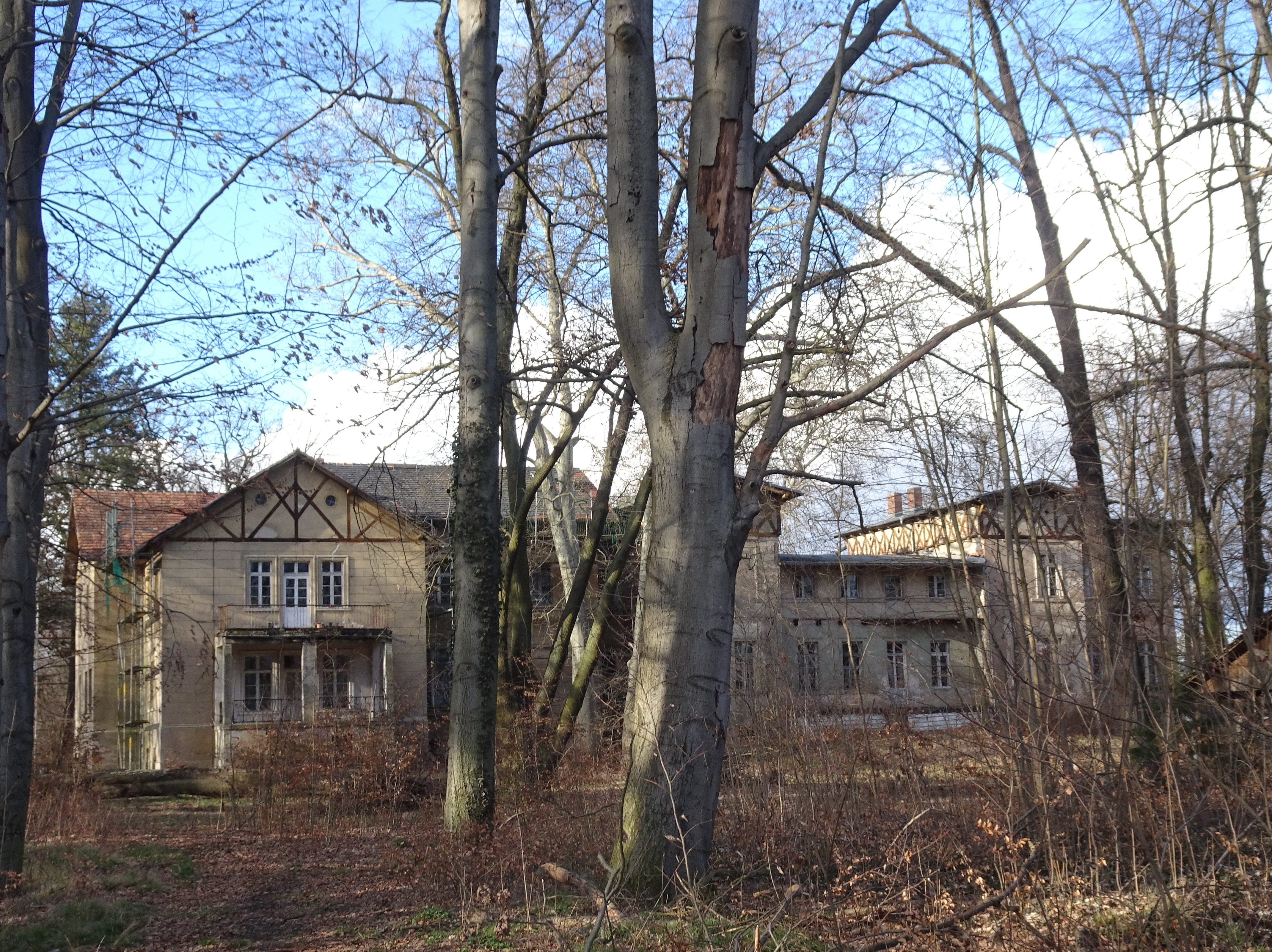
Herrenhaus Laasow (2021)

Das Herrenhaus Laasow ist ein Gutshaus im Ortsteil Laasow der Stadt Vetschau/Spreewald im Landkreis Oberspreewald-Lausitz in Brandenburg. Das Gebäude ist zusammen mit dem Gutspark und einer Erbbegräbnisstätte ein eingetragenes Baudenkmal in der Denkmalliste des Landes Brandenburg.

## Geschichte
Das Herrenhaus Laasow befindet sich im Westen von Laasow am Ende der Straße „Im Park“. Das Gebäude wurde im Jahr 1856 für den damaligen Gutsbesitzer Jacques Alfred von Pourtalès gebaut, dessen Großvater das Gut vierzehn Jahre zuvor erworben hatte. In Laasow heiratete er noch im selben Jahr im neu erbauten Herrenhaus seine 2. Ehefrau, Sophie von Thielau aus dem Hause Neudöbern. Ob an gleicher Stelle schon einmal ein Herrenhaus stand ist nicht sicher zu belegen. Der Begleittext zu dem historischen Stich von Alexander Duncker spricht zwar von einem Schloss als Vorgängerbau und auch auf der Separationskarte von 1823 ist an gleicher Stelle ein Gebäude abgebildet. Es ist aber unklar, ob es sich dabei wirklich um ein Herrenhaus oder nur ein Nebengebäude des Gutes handelt. Zu den vorherigen Gutsbesitzern hatten unter anderem die Familien von Muschwitz und Schmettau sowie die Grafen zu Lynar gehört. Anfang des 20. Jahrhunderts wurde das Herrenhaus sowohl nach Westen als auch nach Osten um Seitenflügel erweitert, aus dieser Zeit stammt auch der Kamin im westlichen Saal. Um 1923 wurde dem Schloss der große Anbau an der Westseite hinzugefügt. Gleichzeitig wurde das Haus durch eine Putzquaderung optisch aufgelockert. Hier wohnte der Adoptivsohn Ernst Ludwig Karl von Pourtalès mit seiner Frau Mary Olga Vera Freiherrin von Kleist, allerdings nur bis ca. 1926. Dann zogen beide nach Niedermois (Schlesien). Der damalige Gutsbesitzer Alphons von Pourtalès verpachtete das Gut Laasow ab 1929 an die Ilse Bergbau AG; diese kaufte das Herrenhaus schließlich im Jahr 1940.
Nach dem Ende des Zweiten Weltkrieges wurde das Herrenhaus in Laasow zunächst für die Unterbringung von Heimatvertriebenen aus den Ostgebieten des Deutschen Reiches genutzt. Später diente das Gebäude als Kinderkrippe, Polytechnische Oberschule und als Sitz der Laasower Gemeindeverwaltung. Der in der Westseite befindliche, große Speisesaal wurde gern zu Familienfeiern etc. angemietet. Von der Dorfbevölkerung wurde dieser Raum „Ahnensaal“ genannt. Hier hingen mehrere Gemälde von den Vorfahren der Grafen von Pourtalès - Thielau.  Nach der Wiedervereinigung war das Herrenhaus zeitweise ungenutzt. Im Jahr 1996 wurde das Gebäude saniert, da unter anderem aufgrund von Bodensetzungen als Folge der Grundwasserabsenkung für den nahegelegenen Braunkohletagebau Gräbendorf Schäden an den Fundamenten entstanden waren. Die Sanierungskosten von damals rund 200.000 D-Mark wurden von der Lausitzer und Mitteldeutschen Bergbau-Verwaltungsgesellschaft übernommen. 2007 wurde das Herrenhaus von einem Künstlerehepaar gekauft. Im Jahre 2012 erfolgte eine Dachsanierung des mittleren Gebäudeteiles. Seit 2015 steht das Gebäude wieder leer.

## Architektur
Das Herrenhaus Laasow wurde im Schweizer Villenstil errichtet. Der Ursprungsbau ist ein zweigeschossiger Putzbau aus Ziegelmauerwerk mit sieben Achsen auf einem H-förmigen Grundriss. Er ist mit flachen Satteldächern überzogen, die Fassade ist zum Teil mit Quaderputz gegliedert. Die Zwerchhäuser sind als Fachwerk konstruiert. Auf der Nordseite liegt in der Mitte eine zweiläufige Freitreppe zu einem kleinen Laubengang mit Zugang zum Gebäude, darüber befindet sich ein Balkon. Die Anbauten im Westen und Osten sind stilistisch dem älteren Teil des Herrenhauses nachempfunden, an der Südwand des westlichen Anbaus steht eine überdachte Terrasse mit Balkon. Die Fenster und Türen sind hochrechteckig, zum Teil mit angeputzten Gewänden. Der Bereich des Kernbaus ist unterkellert, dort befand sich früher die Schlossküche, die mit Kreuzgratgewölbe überspannt ist.
Um das Herrenhaus herum, vor allem im Norden und im Osten erstreckt sich ein Landschaftspark, der zeitgleich mit dem Bau des Herrenhauses angelegt wurde. Teile des Parks werden heute landwirtschaftlich genutzt. Im Gutspark befindet sich ein Erbbegräbnis der Grafen von Pourtalès. Die Skulptur des Auferstehungsengels auf dem Familiengrab wurde von dem Bildhauer Bernhard Afinger angefertigt. Der Gutspark und das Erbbegräbnis sind ebenfalls denkmalrelevant.